# Edmond Felix Etoundi
 (avril 2024).
Pour les articles homonymes, voir Etoundi.
Edmond Felix Etoundi est un homme d'affaires camerounais.

## Biographie

### Enfance, éducation et débuts
Felix Edmond Pierre Etoundi est né le 10 octobre 1967 à Metet et est originaire du centre du Cameroun,,.
Il fait des études supérieures et obtient un Brevet de Technicien Supérieur (BTS) en Gestion des entreprises en 1990. Alors qu'il est admissible au concours d’entrée à l’École militaire interarmées de Yaoundé (Emia),, il est recruté comme comptable en 1996 chez Mobil Oil et opte pour le dernier choix,.

### Carrière
Edmond Felix Etoundi commence sa carrière chez Mobil Oil. Auparavant, il était actif dans le transport clandestin, avec une petite voiture sur le trajet Douala-Edéa. Passionné par le transport, il maintient son activité et malgré ses multiples responsabilités comme employé d'entreprise - il est affecté en 1998 à Garoua dans le Nord du pays - il contacte François Essame, de «Buca voyages», leader du secteur sur les tronçons Yaoundé-Mbalmayo, et Douala-Yaoundé,.
Il est le promoteur de l'agence de voyage et de transport interurbain Finexs au Cameroun,,,.
Il est marié à Béatrice Bete,. Il est membre du RDPC.
Il meurt le 19 mars 2021, à l’âge de 54 ans,,.